# MOTHER (KIX-Sのアルバム)
『MOTHER』（マザー）は、1994年3月22日にアポロン / Dreamixから発売されたKIX-Sの5枚目のアルバム。

## 内容
- 「母性愛」をテーマに制作され、アルバム収録曲の大半は、ハードロック系の楽曲である。

## 音楽性
1曲目の「もう一度TENDERNESS」は、イントロに、C/W「MOTHER EARTH」のメロディを使用したInstrumentalが挿入されている。
2曲目の「わがままにCrazy Love」は、安宅美春のギターソロから始まる楽曲。
4曲目の「いつの日か この涙」は、後に5thシングル「抱いて…抱きしめて」のC/Wとしてシングルカットされた。

## 批評
CDジャーナルは「アメリカン・ロック風のギターの効いたサウンドにのせて、張りのあるヴォーカルで歌われるラヴ・ソング。けっこう切なかったりしても、その曲調が前向きな印象を与える。」と評した。

## 収録曲
| 全作詞: 浜口司、全作曲: 安宅美春、全編曲: 葉山たけし。 |                          |        |            |      |
| #                                                      | タイトル                 | 作詞   | 作曲・編曲 | 時間 |
| 1.                                                     | 「もう一度TENDERNESS」   | 浜口司 | 安宅美春   | 4:59 |
| 2.                                                     | 「わがままにCrazy Love」 | 浜口司 | 安宅美春   | 3:55 |
| 3.                                                     | 「鮮やかに消えて…」      | 浜口司 | 安宅美春   | 4:04 |
| 4.                                                     | 「いつの日か この涙」    | 浜口司 | 安宅美春   | 4:01 |
| 5.                                                     | 「LOVIN' YOU」           | 浜口司 | 安宅美春   | 3:40 |
| 6.                                                     | 「EMOTION」              | 浜口司 | 安宅美春   | 3:37 |
| 7.                                                     | 「I Said Good Bye」      | 浜口司 | 安宅美春   | 4:27 |
| 8.                                                     | 「Don't stop his love」  | 浜口司 | 安宅美春   | 5:03 |
| 9.                                                     | 「愛し過ぎてこわい」     | 浜口司 | 安宅美春   | 4:38 |
| 10.                                                    | 「Mama's song」          | 浜口司 | 安宅美春   | 4:52 |
| 合計時間:                                              | 合計時間:                | 43:16  |            |      |

## タイアップ
| # | 曲名                   | タイアップ                                          | 出典  |
| - | ---------------------- | --------------------------------------------------- | ----- |
| 1 | 「もう一度TENDERNESS」 | テレビ朝日系『機動戦士Vガンダム』エンディングテーマ | [ 3 ] |
| 5 | 「LOVIN' YOU」         | テレビ朝日系『お茶とUN』オープニングテーマ          | [ 4 ] |
| 9 | 「愛し過ぎてこわい」   | テレビ朝日系ドラマ『ララバイ刑事'93』主題歌         | [ 5 ] |

## 参加ミュージシャン
- 浜口司 - ボーカル
- 安宅美春 - ギター、コーラス
  - 葉山たけし - ギター、ベース、シンセサイザー
  - 青山純 - ドラム
  - 小林正道（BAAD） - ベース
  - 栗林誠一郎（ZYYG） - コーラス
  - 高原裕枝 - コーラス